# Новомихайловка (Лиманский район)
Новомиха́йловка (укр. Новомихайлівка) — село на Украине, находится в Лиманском районе Донецкой области.
Код КОАТУУ — 1423083206. Население по переписи 2001 года составляло 63 человека.Население по данным 2017 года составляло 22 человека. Телефонный код — 6261.

## Адрес местного совета
84420, Донецкая область, Лиманский р-н, с. Редкодуб, ул. Ленина, 108, тел.: 33-7-47